# Front de libération des femmes du Québec
Pour les articles homonymes, voir FLF.
Le Front de libération des femmes du Québec (FLF) est une association féministe et nationaliste du Québec ayant existé entre 1969 et 1971. Son mot d'ordre est «Pas de libération du Québec sans libération des femmes, pas de libération des femmes sans libération du Québec!».

## La genèse
Le FLF est formé à la suite de la manifestation du Front commun des Québécoises du 29 novembre 1969. Cette manifestation spontanée rassemblant 200 femmes a pour objectif de s'opposer au règlement anti-manifestation décrété par Jean Drapeau, le maire de Montréal. 165 femmes sont arrêtées et reçoivent une amende de 25 $. Deux d'entre elles, Suzanne Corriveau et Lise Landry, refusent de payer l'amende, puisque le règlement est déclaré anticonstitutionnel par la Cour. Ce refus les rend passibles de huit jours de prison.
Les manifestantes réalisent que les femmes ont un pouvoir de mobilisation important. Certaines d'entre elles se questionnent sur la pertinence de créer une organisation féministe non-mixte, c'est-à-dire qui exclut les hommes. Elles craignent de diviser davantage la gauche québécoise. Après plusieurs discussions, entre autres avec des militantes anglophones qui se réfèrent aux écrits féministes américains, elles prennent conscience que les femmes sont toujours assignées aux tâches typiquement féminines au sein des organisations mixtes hommes-femmes. C'est ce qui les pousse à créer le FLF, qui regroupe une dizaine de femmes, francophones et anglophones, à ses débuts en 1969.

## Les idées

### Le féminisme radical
Le FLF appartient au courant du féminisme radical, donc il met de l'avant l'importance du renversement du système patriarcal pour arriver à la libération totale des femmes. Dans un texte datant de l'été 1970, le FLF explique sa position : «Nous pensons qu'il faut s'unir pour amorcer un changement radical de notre condition plutôt que de réclamer des miettes au gouvernement». Ce courant féministe trouve échos à l'international. Par exemple, avant de se joindre au FLF, Martine Éloi avait milité au sein du Mouvement de libération des femmes (MLF), une association française dont les idées rejoignent celles du FLF. Toutefois, le féminisme radical détonne dans le paysage québécois. Les principales associations féministes québécoises, telles que la Fédération des femmes du Québec (FFQ), affichent un féminisme modéré. Elles mettent l'accent sur la revendication de certains droits pour obtenir l'égalité entre les hommes et les femmes. Aux yeux de la population en général, les féministes modérées sont respectables, mais pour les militantes du FLF, elles sont simplement bourgeoises.
Les militantes du FLF sont tout de même conscientes que l'abolition du patriarcat peut seulement s'envisager à long terme. Certaines de leurs revendications, comme l'accès aux garderies d'État et à l'avortement, ne visent pas les causes mais plutôt les conséquences de l'oppression des femmes. Toutefois, ces actions permettent de créer une solidarité entre les femmes, ce qui est un premier pas essentiel vers la libération totale selon le FLF. L'association réclame également la rémunération du travail ménager, un salaire égal à celui des hommes pour un même travail, la fin de l'exploitation de la femme dans la publicité et la redéfinition de la cellule familiale.

### L'indépendance du Québec
Le FLF n'envisage pas la libération complète des femmes sans la libération nationale, comme l'indique sa devise «Pas de libération du Québec sans libération des femmes, pas de libération des femmes sans libération du Québec!». Les militantes du FLF statuent que les Québécoises sont les «esclaves des esclaves» étant donné qu'elle subissent une double oppression, en tant que femmes et en tant que Québécoises. Elles n'hésitent pas à comparer leur lutte à celle des femmes des «pays du tiers-monde», puisqu'elles considèrent que le Québec est colonisé.
L'organisation inscrit sa lutte de libération globale dans le sillage de la lutte pour l'indépendance du Québec par plusieurs choix. Par exemple, son nom établit un rapprochement volontaire avec le Front de libération du Québec (FLQ). Le slogan «Québécoises deboutte!», inventé à l'été 1971, souligne le caractère québécois du FLF. D'ailleurs, la plupart des textes du groupe sont rédigés en joual, ce qui est une pratique répandue au sein des organisations indépendantistes à l'époque. Le FLF envisage même son combat pour l'avortement gratuit et sur demande dans l'optique de la libération nationale. Il avance qu'en ayant le contrôle sur leur corps, les Québécoises ne seraient plus obligées de contribuer à la «perpétuation du cheap labour». Cet argument vient de l'idée que les francophones sont exploités économiquement par les anglophones au sein d'un Québec colonisé.

## La structure

### Les membres
L'un des principes fondamentaux du Front de libération des femmes du Québec est qu'il s'agit d'une organisation féministe «autonome», donc uniquement composée de femmes. Ses membres sont essentiellement des femmes privilégiées, qui ont au moins une éducation secondaire et qui sont employées dans le secteur tertiaire. Le FLF tente tout de même de rejoindre les femmes plus pauvres des quartiers ouvriers, par exemple en créant des liens avec le Comité ouvrier St-Henri et la Société ouvrière solidaire. Cette coopération prend fin dans la foulée des événements de la Crise d'octobre.
Lors d'une réunion de deux jours dans les Laurentides à l'automne 1970, les membres du FLF décident d'exclure les anglophones de leur organisation. Les francophones considèrent que le fait que les anglophones aient accès aux écrits féministes en anglais leur permet d'avoir une emprise idéologique sur le FLF, étant donné que les écrits féministes en français sont rares au Québec à l'époque. Ceci recrée les dynamiques coloniales dont les militantes veulent se libérer. De plus, les anglophones constituent près de la moitié des membres du groupe, ce qui parait excessif aux yeux des francophones. La majorité des membres anglophones sont blessées par cette décision, puisque les féministes anglophones ont activement participé à la création du FLF.
Tout au long de son existence, le FLF souhaite être un mouvement large, mais il ne réussit pas à atteindre cet idéal. L'association passe d'une dizaine de membres à ses débuts, pour atteindre au maximum une soixantaine de membres. En comparaison, en 1976, la Fédération des femmes du Québec compte 130 000 membres.

### Les cellules
Le FLF est divisé en plusieurs cellules de travail indépendantes les unes des autres. Au départ, il existe trois cellules : la cellule garderie, dont l'objectif est la mise sur pied d'une garderie populaire, la cellule avortement, dont l'objectif est d'offrir un service d'avortement et de diffuser de l'information sur tout ce qui touche à la santé reproductive, puis la cellule X Action-choc, dont l'objectif est de réaliser des actions-chocs culturelles pour dénoncer un problème. Au printemps 1971, les rangs du FLF grossissent. L'opération femmes-jurées et la campagne pour l'avortement donnent une visibilité médiatique à l'organisation, ce qui lui permet de se faire connaitre davantage. Quatre nouvelles cellules sont créées par les recrues : la cellule cinéma-animation-formation (C.A.F.), la cellule journal, la cellule no  I et la cellule no  II.
La structure décentralisée du FLF a l'avantage de laisser une grande marge de manœuvre à chaque cellule. Chaque militante peut s'impliquer de la façon qui lui convient le mieux. Toutefois, le manque de structure apporte plusieurs problèmes signalés par les membres du FLF. L'absence de coordination fait en sorte que la communication et la coopération entre les cellules sont difficiles, en plus de générer une confusion par rapport aux lignes directrices du groupe. Par exemple, la cellule avortement explique que ce fonctionnement divise les militantes plutôt que de les unir et qu'il permet à la cellule X Action-choc d'agir au nom du mouvement alors que les femmes des autres cellules ne sont pas consultées.
Le FLF tente de remédier à ces critiques en amenant à plusieurs reprises des propositions pour améliorer sa structure. Un bulletin de liaison mensuel est créé à l'été 1971 pour permettre de connaitre les activités de chaque cellule. Toutefois, ce bulletin est seulement publié à deux reprises, en juillet et en aout.

## Les actions

### La manifestation du 10 mai 1970
Le jour de la fête des mères de 1970, le FLF tient une manifestation au parc La Fontaine pour demander l'avortement gratuit et sur demande pour toutes les femmes. Une manifestation pancanadienne en faveur de la légalisation de l'avortement est organisée par des féministes anglophones la même journée à Ottawa, mais le FLF rejette l'invitation. Dans un communiqué de presse, le FLF explique qu'il est solidaire envers les canadiennes, mais qu'il refuse «d'aller manifester devant un parlement dont [il] ne reconnai[t] pas les pouvoirs qu'il s'arroge sur le Québec». Cette action soutient les revendications indépendantistes de l'association.

### L'opération femmes-jurées
Lise Balcer refuse de témoigner lors du procès de Paul Rose, un membre du FLQ impliqué dans les événements de la Crise d'octobre, parce que les femmes n'ont pas le droit d'être jurées à cette époque au Québec. Ce refus l'oblige à se présenter en cours le 1er mars 1971 pour recevoir une sentence d'outrage au tribunal. Ce même jour, sept membres de la cellule X du FLF, en appui au geste de Balcer, prennent d'assaut le banc des jurés en criant «Discrimination!» et «La Justice c'est d'la marde!». Nicole Dostie, Francine Aubin, Nicole Therrien, Arlette Rouleau, Micheline Vézina, Louise Toupin et Marjolaine Péloquin sont condamnées à un ou deux mois de prison pour outrage à un magistrat. L'opération femmes-jurées choque plusieurs médias, comme en témoigne le grand titre du 2 mars 1971 du journal Montréal-Matin : «Sept femmes en furie se jettent en hurlant dans le box des jurés». Quelques mois plus tard, le 17 juin 1971, une loi permettant aux femmes de siéger comme jurées est adoptée par l'Assemblée nationale.

### La campagne en faveur de l'avortement
Le 20 février 1971, deux militantes de la cellule avortement du FLF lancent une campagne pour l'avortement gratuit et sur demande. Elles veulent montrer que le contrôle du corps des femmes est l'une des causes les plus importantes de leur oppression. Plus précisément, les militantes demandent l'abolition des comités d'avortement , puisque ces comités, principalement composés d'hommes, accordent l'avortement uniquement aux femmes ayant une maladie mentale. Pour la même période de temps, un seul avortement avait été pratiqué dans les hôpitaux francophones pour 180 dans les hôpitaux anglophones. Le 8 mars 1971, pour donner suite à cette campagne, une marche est organisée, suivie d'un colloque sur l'avortement rassemblant Stella Guy-Vallée du Centre de planning familial, le docteur Maurice Jobin et le docteur Henry Morgentaler.

### La publication du journalQuébécoises deboutte!

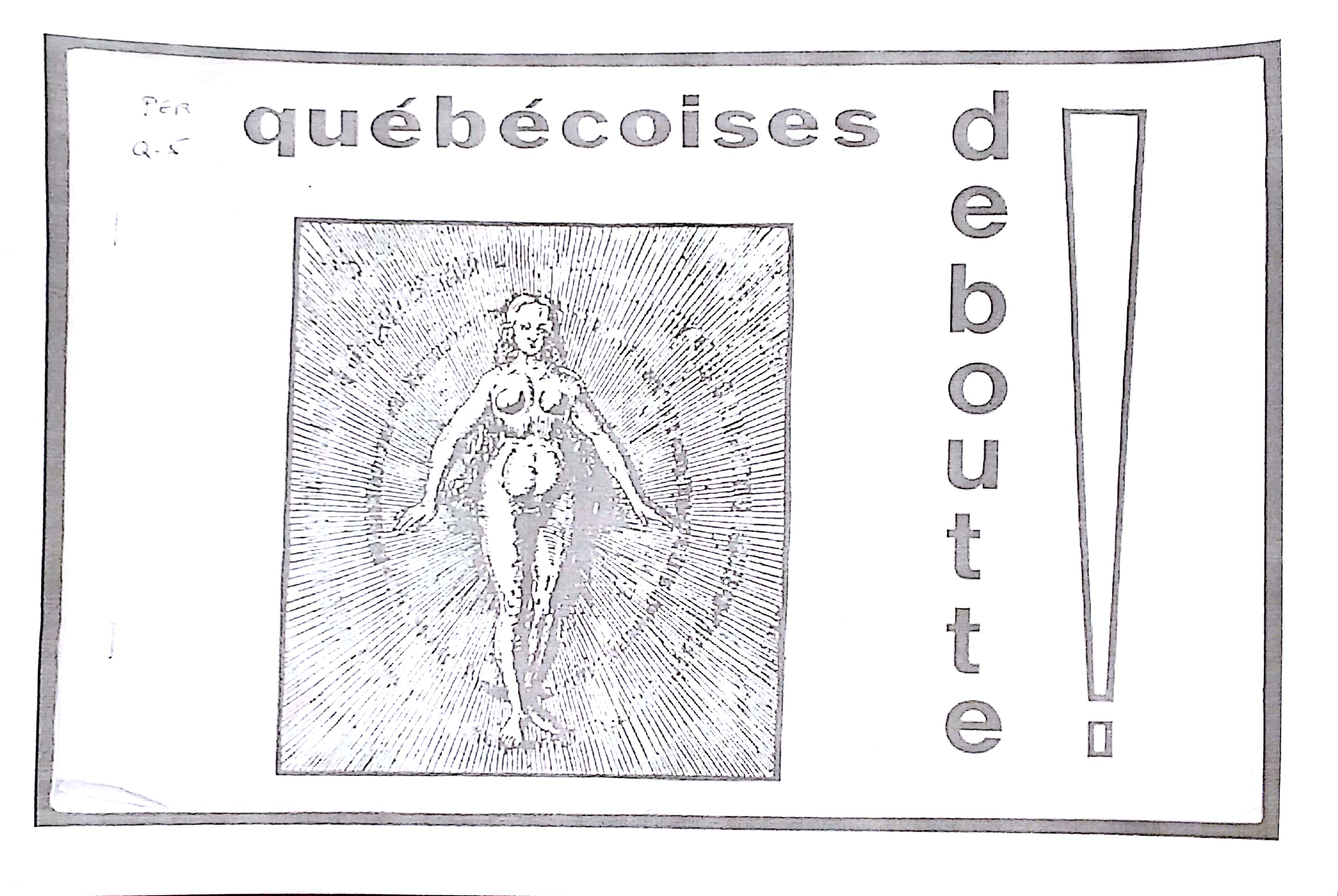
En novembre 1971 sort la première édition du journal Québécoises deboutte!

En novembre 1971, la cellule journal du FLF publie son premier et dernier numéro de Québécoises deboutte!. L'objectif est de rejoindre le plus de femmes possibles, pour leur faire réaliser qu'elles ne sont pas seules, que leurs problèmes personnels sont aussi collectifs. Ce numéro aborde des sujets plus théoriques tels que la socialisation des enfants selon leur genre et les origines de la division du travail, ainsi que des sujets plus pratiques tels que les garderies et l'anatomie des organes génitaux.

## La fin
Le FLF se dissout en décembre 1971 à cause des tensions internes causées par ses problèmes structurels. Plus précisément, la cellule no  II et la cellule X Action-choc ne s'entendent pas sur certains principes fondamentaux du FLF. La cellule no  II analyse la condition des femmes sous l'angle marxiste classique. Elle remet donc en question la pertinence d'une association non-mixte, qui désunit la classe ouvrière. La cellule X, quant à elle, prône la perspective anti-patriarcale et dénonce l'écartement des femmes au sein des groupes mixtes, qui ne font pas de place aux enjeux féministes.
Malgré son existence de courte durée, le FLF laisse sa trace sur le mouvement des femmes au Québec. Le Centre des femmes, un groupe féministe autonome créé en janvier 1972, est en continuité directe avec le FLF. Il adopte les mêmes idées que le FLF, soit que les Québécoises subissent une exploitation sexuelle, nationale et sociale. Son journal est nommé Québécoises deboutte!, comme le journal du FLF. L'historien Sean Mills considère que le FLF «a marqué le début d'une nouvelle période de l'histoire du féminisme au Québec». Pour la sociologue Francine Descarries, les interactions entre le FLF et les autres groupes de femmes ont permis une relative radicalisation du féminisme québécois. Par exemple, la Fédération des femmes du Québec, réputée modérée, s'est battu pour la décriminalisation de l'avortement en 1976, alors que cette revendication était portée par des petits groupes de féministes radicales au début des années 1970.